# Renate Birnstein
Renate Maria Birnstein (geb. 17. November 1946 in Hamburg) ist eine deutsche Komponistin und Hochschullehrerin für Komposition und Musiktheorie in Hamburg.

## Leben
Ab ihrem siebten Lebensjahr erhielt sie Unterricht in Violine, Bratsche und Klavier und begann frühzeitig zu komponieren. Von 1969 bis 1973 studierte sie bei Diether de la Motte und anschließend bei György Ligeti Komposition und Musiktheorie an der Hochschule für Musik und Theater Hamburg. Sie erhielt zahlreiche Preise und Stipendien, u. a. beim internationalen Kompositionswettbewerb für Kammermusik in Hitzacker, den Stuttgarter Förderpreis (1978), das Bachpreisstipendium der Stadt Hamburg (1979) und 1982/83 ein Jahresstipendium für die Villa Massimo in Rom.
Von 1988 bis 2013 war Renate Birnstein Professorin für Komposition und Musiktheorie an der Hochschule für Musik und Theater Hamburg. Sie ist seit 1988 Mitglied der Freien Akademie der Künste Hamburg.

## Werke
Ihre Kompositionen sind ganz den Prinzipien der Neuen Musik verpflichtet. Anfangs orientierte sie sich an der Zwölftontechnik der zweiten Wiener Schule (Alban Berg und Anton Webern) sowie seriellen Techniken und komponierte Instrumentalmusik für Orchester oder Kammermusikensembles wie z. B. Streichquartett oder Klaviertrio. Ab 1972 nahm sie als eine von wenigen Komponistinnen an den Darmstädter Ferienkursen für Neue Musik teil. Durch den Unterricht bei Ligeti erfolgte eine Umorientierung. Sie setzte sich mit dem Werk Steve Reichs auseinander und kombinierte Techniken der Minimal Music mit „europäischem Formdenken“. Um die verschiedenen Ebenen der musikalischen Perspektive – Vordergrund, Mitte und Hintergrund – in den Blick zu nehmen, löste sie die traditionellen Klanggruppen auf und hob so die Grenzen von Orchester- und Kammermusik auf. Die Ebenen der Perspektive wurden durch Überlagerung von verschiedenen Taktarten, Metren und Tempi voneinander abgesetzt und miteinander konfrontiert. So entstanden z. B. das Sextett für sechs Ensembles (1981) sowie das Sextett für Klarinette, Viola, Violoncello und drei Schlagzeuger (… und aus Abend und Morgen, 1999). Auch der Klavierzyklus Les temps, der seit den späten 1990er Jahren entstand, war anfangs noch von dieser Technik geprägt.
In ihren Vokalwerken vertonte sie u. a. Gedichte von Georg Trakl, Annette von Droste-Hülshoff, Georg Heym und setzte sich mit Marie Luise Kaschnitz auseinander. Die Ballade Pranto ocre entstand 2003 nach einem Text des brasilianischen Dichters Paes Loureiro. In dem 24-stimmigen Chorwerk in terra (1978) entwickelte sie mit einer „Pattern-Technik“ ihren eigenen minimalistischen Stil.
Renate Birnstein beschreibt ihren Kompositionsprozess als „das Bestreben, etwas Persönliches musikalisch zum Ausdruck zu bringen“, und als den Wunsch, „das musikalische ‚Material‘ zu erforschen, zu entdecken, wie es sich verhält, wenn ich mit ihm kompositorisch arbeite.“

## Kompositionen (Auswahl)
Ein ausführliches Werkverzeichnis findet sich in dem Online-Lexikon der Hochschule für Musik und Theater Hamburg.
- Imaginations. Für großes Orchester, 1972 (UA Hilchenbach 1976).
- in terra. Für 24-stimmigen Chor a cappella, 1978 (Sikorski Verlag Hamburg 1979).
- Ich rufe an mit meiner Stimme. Geistliches Konzert für Sopran, Alt, Bass, Violine und Orgel, 1980–81 (UA Hamburg 1981).
- Oktett, für Flöte, Klarinette, Posaune, Violine, Viola, Violoncello und zwei Schlagzeuger, 1984 (im Auftrag des Bayerischen Rundfunks, UA München 1985).
- Pranto ocre. Ballade für Bariton und Klavier nach einem Text des brasilianischen Dichters Paes Loureiro, 2003.
- Klavierzyklus Les Temps, 1994–2001.
- Versunken ist der Tag in Purpurrot. 5 Lieder für Tenor und Klavier nach Gedichten von Georg Heym, 2018.